# Djamileh
Djamileh è un'opéra-comique in un atto di Georges Bizet composta nel 1871 su libretto di Louis Gallet ed è tratta dal poema orientale Namouna di Alfred de Musset (1831).

## Storia
Camille du Locle, direttore dell'Opéra-Comique insieme a Adolphe de Leuven, nel 1871, nella speranza di rinnovare il cartellone dell'Opéra-comique, volle affidare a Bizet la composizione di un'opera tratta da un lavoro del poeta Alfred de Musset, Namouna. L'impresario aveva già incaricato Léo Delibes per una nuova opera, ma lo convinse a rinunciare, preferendo affidare il compito al giovane Bizet Il musicista incaricò per il libretto Louis Gallet; il titolo venne cambiato, per volere di du Locle, da Namouna in Djamileh. L'argomento e il soggetto orientaleggiante affascinavano l'impresario che ne era entusiasta; meno convinto era proprio Bizet che chiese più tempo per dedicarsi al lavoro che trovava difficile. Tuttavia il musicista riuscì a comporre rapidamente, scrivendo la partitura durante l'estate, seguito passo passo da Gallet, nella casa di Le Vésinet dove si era trasferito quando a Parigi si era insediata la Comune.
L'opera fu terminata per il periodo designato, ma du Locle e de Leuven preferirono spostare la rappresentazione per allestire Fantasio, un'operetta di Offenbach. Bizet, risentito, se la prese anche con il collega, accusandolo di monopolizzare con i suoi lavori i teatri parigini. Fantasio non ebbe successo e du Locle invitò Bizet a scegliere rapidamente una compagnia di cantanti per Djamileh. L'incarico fu piuttosto difficoltoso poiché gli interpreti voluti dal musicista erano già impegnati in altri lavori. Bizet si rassegnò al volere di du Locle che affidò la parte della protagonista ad Aline Prelly, baronessa di Presles, che aveva deciso di calcare i palcoscenici come cantante anche se non possedeva una voce adatta e mancava totalmente di tecnica. Del ruolo di Harun venne incaricato un giovane tenore, Alphonse Duchesne, ancora molto inesperto.
Le prove ebbero inizio nei primi giorni di marzo del 1872. La prima assoluta avvenne il 22 maggio 1872 all'Opéra-Comique di Parigi. L'inizio si svolse senza problemi; alla sua entrata in scena la Prelly fu ammirata per la sua avvenenza, ma le cose mutarono quando iniziò a cantare, tanto più che, a metà dell'aria principale, si dimenticò di ben ventidue battute obbligando l'orchestra a fare i salti mortali per seguirla. Alla fine il successo fu discreto, ma le repliche arrivarono solo a undici.
Nel 1889 vi fu la prima a Stoccolma mentre in Italia la prima è stata al Teatro Costanzi di Roma nel 1890 con Gemma Bellincioni. Nel Regno Unito fu rappresentata nel 1892 a Manchester e poi al Her Majesty's Theatre di Dundee e al Theatre Royal di Glasgow nella traduzione di John Bennett per il Carl Rosa Opera Company.
All'Opera di Amburgo nel 1892 va in scena diretta da Gustav Mahler che apprezzava l'opera di Bizet. Al Wiener Staatsoper andò in scena nel 1898, sempre diretta da Mahler, e fino al 1938 ebbe 25 recite. Nel 1933 andò in scena all'Opera reale svedese con Jussi Björling.

## Trama
La vicenda si svolge nel palazzo del giovane sultano Harun a Il Cairo.
Harun, sdraiato, si dedica al fumo e ascolta il canto dei battellieri; il fidato servo Splendiano lo rimprovera per la sua vita pigra e dissipata e gli ricorda che sta per finire il mese, tempo fissato alla favorita per rimanere con lui nel palazzo. Harun chiede a Splendiano dove sia Djamileh. Lo schiavo risponde che la giovane è nelle vicinanze; Djamileh, innamorata di Harun, sa che il sultano, alla fine del mese, chiederà che sia mandata via e sostituita con un'altra schiava e per questo è malinconica. Harun, infatti, ogni mese licenzia sempre l'amante in carica e ne fa acquistare da Splendiano una nuova al mercato, affascinato ogni volta dalla sconosciuta che per un mese gli procurerà nuove gioie. 
Djamileh, che ama veramente Harun, entra nella sala dove si trova il sultano; questi le domanda il perché della sua tristezza e la giovane risponde di aver fatto un terribile sogno in cui le onde del mare la travolgevano impedendole di chiedere aiuto. Durante la cena che segue la giovane suona il liuto e canta un motivo che adombra la sua situazione personale. Harun la interrompe poiché sono giunti i suoi amici che, entrando, lodano la bellezza della fanciulla. Djamileh piange e viene consolata da Splendiano che le rivela il suo amore. Lei lo respinge e lo prega di farla rientrare nuovamente a palazzo travestita per il mese successivo, promettendo al servo che, se non fosse riuscita a conquistare il cuore del sultano, si sarebbe concessa a lui. Il servo fa in modo di sostituire la danzatrice che allieta la serata di Harun e dei suoi amici con Djamileh e il sultano, affascinato, la sceglie come la nuova favorita del mese. Harun tuttavia è turbato e capisce di aver provato affetto per la giovane Djamileh; al suo pianto la riconosce, si rende conto che lei lo ama e questa consapevolezza conquista totalmente il cuore del sultano.

## Analisi
Il soggetto tratto dal poema di de Musset si rivelò presto inadatto; Namouna non aveva una vera trama, era costituito da tre canti in cui prevalevano in gran parte riflessioni su interrogativi, pensieri meditativi, massime e aforismi elaborati dal sultano; la vicenda dell'amore di Namouna per Hassan era solo un breve inciso. Per creare un'azione scenica gli autori dovettero introdurre un terzo personaggio, il servo Splendiano, ed elaborare, arricchendola molto, la storia della favorita e di Hassan che diventò nell'opera Harun.
La musica di Bizet si basa tutta sull'atmosfera, creando con successo un'ambientazione orientale che diventa predominante nell'opera. L'unico personaggio veramente riuscito musicalmente è quello di Djamileh. L'orchestra la introduce in modo suggestivo, ma è con le due arie principali che il compositore ottiene i risultati migliori; nella prima quando canta narrando del suo incubo, la voce esprime una grande sensibilità unita a forza e determinazione; nella sua musica Bizet ripropone lo stesso motivo cromatico basato su un ostinato di dominante che aveva già utilizzato nell'introduzione danzata de I pescatori di perle. La seconda melodia, di notevole interesse, è quella che Djamileh canta mentre il sultano è a cena con i suoi amici. La giovane racconta la storia del re di Lahore in cui si riflette esattamente la sua vicenda di amore infelice per Harun. La pagina è caratterizzata da intensità emotiva, in particolare nel canto che è a tratti irregolare, sempre comunque sostenuto nell'accompagnamento da un ritmo uniforme; Bizet è riuscito a creare un momento musicale soffuso da un'atmosfera nuova dai toni morbidi e aggraziati. Di particolare interesse sono anche il coro dei compagni del sultano, "quelle est cette belle", eseguito senza appoggio degli strumenti e la danza, accompagnata dal coro, dal notevole timbro esotico che ricorda la danse bohémienne scritta da Bizet per La jolie fille de Perth; la melodia è insolita, sostenuta da un ritmo particolare, quasi sincopato, e crea un'atmosfera di indubbia suggestione.

## Organico orchestrale
Due flauti, due oboi, due clarinetti, due fagotti, quattro corni, due trombe, tre tromboni, timpani, tamburello basco, arpa, archi.